# Strongyliceps
Strongyliceps este un gen de păianjeni din familia Linyphiidae.
Cladograma conform Catalogue of Life:
| Strongyliceps | \| \| Strongyliceps alluaudi \| \| \| \| \| \| Strongyliceps anderseni \| \| \| \| |
|               | \| \| Strongyliceps alluaudi \| \| \| \| \| \| Strongyliceps anderseni \| \| \| \| |
|               | Strongyliceps alluaudi                                                             |
|               |                                                                                    |
|               | Strongyliceps anderseni                                                            |
|               |                                                                                    |